# Tracy Moore
Tracy Lamont Moore (Oklahoma City, 28 dicembre 1965) è un ex cestista statunitense, professionista nella NBA, in Italia e in Grecia.

## Palmarès
- Campione CBA (1989)
- Miglior marcatore CBA (1996)
- WBL Player of the Year (1991)
- All-WBL Team (1991)